# Hedeområder ved Store Råbjerg
Hedeområder ved Store Råbjerg este o arie protejată (arie specială de conservare — SAC, sit de importanță comunitară — SCI, arie de protecție specială avifaunistică — SPA) din Danemarca întinsă pe o suprafață de 623 ha, integral pe uscat.

## Localizare
Centrul sitului Hedeområder ved Store Råbjerg este situat la coordonatele 55°43′24″N 9°01′53″E / 55.723333°N 9.031389°E.

## Înființare
Situl Hedeområder ved Store Råbjerg a fost declarat arie de protecție specială avifaunistică în mai 1983 pentru a proteja 6 specii de animale. Alte tipuri de protecție:
- sit de importanță comunitară (în februarie 1998)
- arie specială de conservare (în decembrie 2011)[1][3][4]

## Biodiversitate
Situată în ecoregiunea atlantică, aria protejată conține 15 habitate naturale: Lacuri și iazuri distrofice naturale, Păduri de fag Luzulo-Fagetum, Formațiuni de Juniperus communis pe lande sau pajiști calcaroase, Vegetație psamofilă uscată cu pășuni deschise de Corynephorus și Agrostis, Mlaștini turboase de tranziție și turbării mișcătoare, Vegetație psamofilă uscată cu Calluna și Empetrum nigrum, Mlaștini împădurite, Păduri acidofile de stejar bătrân cu Quercus robur pe câmpii nisipoase, Formațiuni ierboase bogate în specii de Nardus, dezvoltate pe substraturi silicioase în zone montane (și în zone submontane, în Europa continentală), Ape stătătoare oligotrofe până la mezotrofe, cu vegetație de Littorelletea uniflorae și/sau de Isoëto-Nanojuncetea, Pajiști cu Molinia pe soluri calcaroase, turboase sau argilos-nămoloase (Molinion caeruleae), Pajiști uscate europene, Depresiuni pe substraturi de turbă de Rhynchosporion, Vegetație psamofilă uscată cu Calluna și Genista, Pajiști umede nord-atlantice cu Erica tetralix.
La baza desemnării sitului se află mai multe specii protejate:
- păsări (5): caprimulg (Caprimulgus europaeus), cocor (Grus grus), sfrâncioc roșiatic (Lanius collurio), ciocârlie de pădure (Lullula arborea), fluierar de mlaștină (Tringa glareola)
- amfibieni (1): triton cu creastă (Triturus cristatus)